# Peter Shor

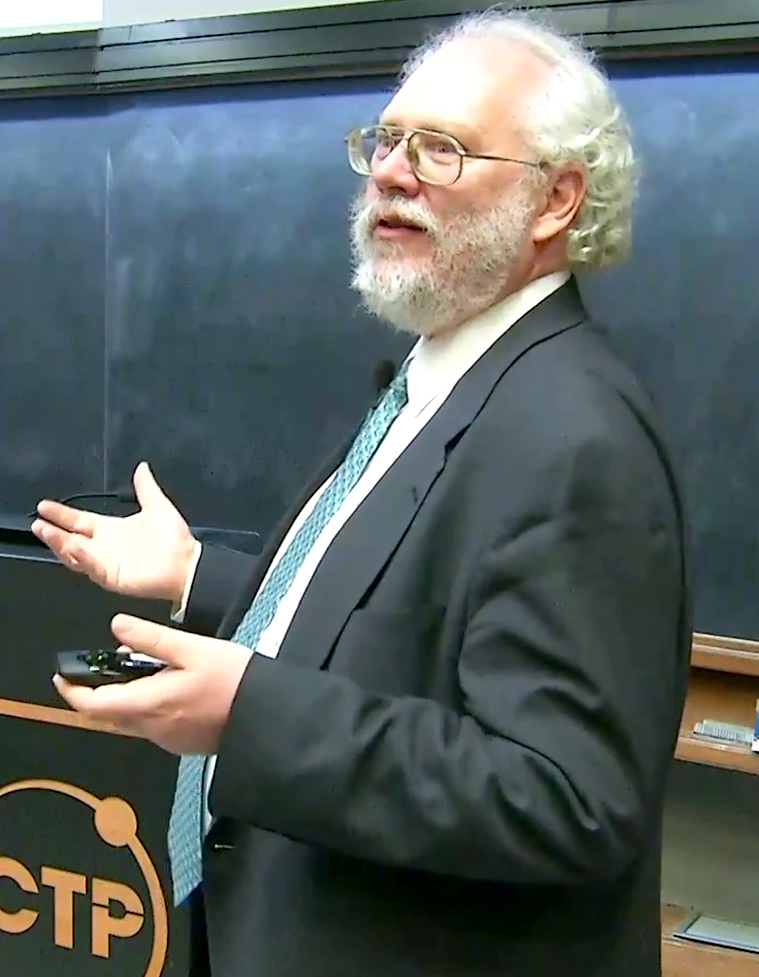
Peter Shor in 2017

Peter Williston Shor (New York, 14 augustus 1959) is een Amerikaans professor in de toegepaste wiskunde aan het Massachusetts Institute of Technology. 
Hij is het meest bekend door zijn theoretisch werk aan de mogelijkheid van kwantumcomputers en in het bijzonder door het opstellen van het algoritme van Shor, een kwantumalgoritme voor het ontbinden in priemfactoren, dat exponentieel sneller is dan het beste tot dan toe bekende algoritme op een klassieke computer. 